# USS George Washington (SSBN-598)
Pour les autres navires du même nom, voir USS George Washington.
L’USS George Washington (SSBN-598), mis en service par l’US Navy, fut le premier navire du monde occidental et le premier sous-marin à propulsion nucléaire à emporter des missiles mer-sol balistiques stratégiques à charge nucléaire. Il fut la tête de série de la première classe de sous-marins nucléaires lanceurs d'engins (SNLE), SSBN selon le système de désignation des bâtiments de l'US Navy et celui de l'OTAN), la classe George Washington. Il fut nommé d'après le 1er président des États-Unis, George Washington. Il fut le 3e bâtiment de l’US Navy à porter ce nom.

## Historique
En 1955, l'Union soviétique modifie six de ses sous-marins diesel afin de leur faire emporter des missiles mer-sol balistiques stratégiques mais ils doivent remonter à la surface avant de les tirer. Dans le même temps, les États-Unis lancent le projet Jupiter MSBS, projet de missile devant être emporté par des sous-marins de plus de 10 000 tonnes.
Le projet Jupiter a deux gros défauts :
- les missiles sont propulsés par un carburant liquide hautement inflammable qui, pour cette raison, ne devait être introduit dans le corps du missile qu'avant le lancement
- Comme les sous-marins soviétiques, les bâtiments doivent faire surface pour le lancement

Lockheed qui est chargé de développer le missile Jupiter est prié de développer un missile plus petit et à carburant solide.
Un sous-marin nucléaire d'attaque américain l'USS Scorpion, de la classe Skipjack, est désigné pour emporter le nouveau missile Polaris A-1. Il est agrandi d'une section de 40 m juste après le kiosque.
Dès la fin du chantier et juste avant son lancement officiel, le sous-marin est rebaptisé USS George Washington (SSBN-598). Il est la tête de série de cinq sous-marins nucléaires lanceurs d'engins, tous portant le nom d'un des présidents des États-Unis.

## En opération
Le 20 juillet 1960, alors en immersion au large de cap Canaveral (Floride), l'USS George Washington lance coup sur coup deux missiles Polaris A-1 à plus de 2 400 km de distance. À la fin de cette même année, il entreprend sa première mission opérationnelle avec 16 missiles Polaris A-1.
En octobre 1962, durant la crise de Cuba, six SNLE emportant chacun 16 Polaris sont en service dont 5 de la classe George Washington.
La fiabilité globale du Polaris A-1 n'est que de 25 % : en effet le lanceur lui-même a un taux de fiabilité de 50 % ou moins, et l'ogive W47Y1 de 600 kilotonnes l'armant a été estimée à une chance sur deux d'initier une explosion nucléaire en cas de besoin ; lors de tests en 1966, il y a eu trois échecs sur quatre.

## Transformation
Au début des années 1980, ses tubes lance-missiles sont démantelés à la suite de l'accord SALT 1. Le sous-marin est transformé en sous-marin nucléaire d'attaque et renommé SSN-598. Il a été décommissionné le 24/01/1985.

## Sources
- Traduction partielle : 101 Great Warships, Robert Jackson, Ed Rosen Pubishing  (ISBN 978-1-4358-3596-2)